# Scaphojoeropsis multicarinata
Scaphojoeropsis multicarinata is een pissebed uit de familie Joeropsididae. De wetenschappelijke naam van de soort is voor het eerst geldig gepubliceerd in 2001 door Jean Just.